# Abd ar-Rahman al-Iriani

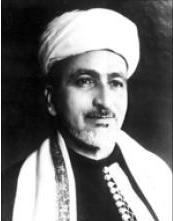
President

Abd ar-Rahman Yahya al-Iriani (Arabisch: عبد الرحمن الإرياني, ʿAbd ar-Raḥmān al-Iryānī) (Iryan, 1908?-Damascus, 14 maart 1998), was een Noord-Jemenitisch leider. Vóór de val van de monarchie (1962) was hij een van de voormannen van de al-Ahrar-Groep (oppositie). In 1955 werd hij door de toenmalige koning Ahmad ash-Shams ter dood veroordeeld. Enige minuten voor zijn executie werd die straf door persoonlijk ingrijpen van de koning omgezet in levenslang. De periode van 1955 tot 1962 zat hij vast. Na de stichting van de Jemenitische Arabische Republiek in 1962, kwam hij vrij. Van 1962 tot 1967 was hij minister van Religieuze Zaken. In 1967 werd al-Rahman president. De staatsgreep van 1974 maakte een einde aan zijn bewind, waarna hij zich in Damascus (Syrië) vestigde. In 1980 keerde hij op uitnodiging van de Noord-Jemenitische president terug, doch keerde evenwel spoedig terug naar Syrië.